# 学校法人四国大学
学校法人 四国大学（がっこうほうじん しこくだいがく、英称：Shikoku University）は、徳島県徳島市応神町に位置する学校法人である。
四国大学を創立した佐藤カツによって創設された。

## 沿革
- 1925年 - 徳島洋服学校を設立。
- 1961年 - 徳島家政短期大学に設立。

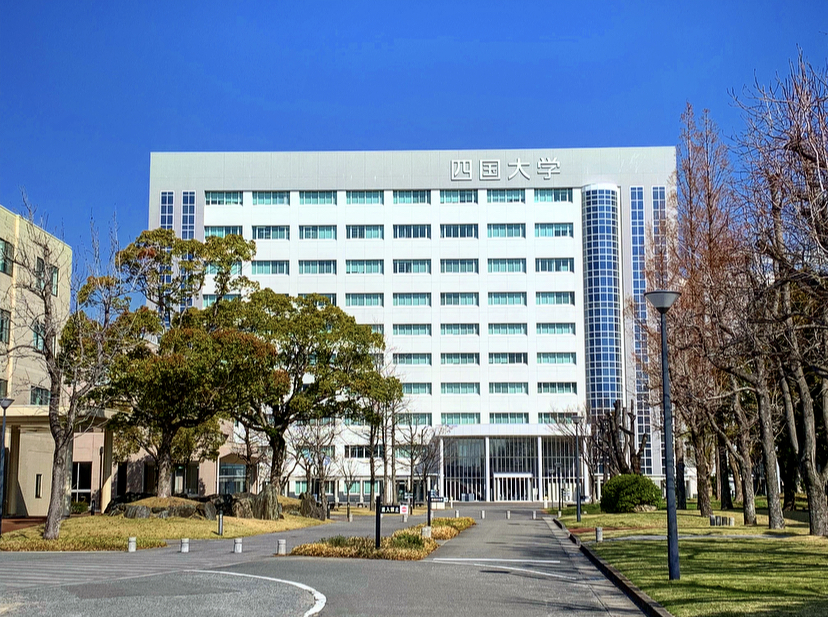
四国大学

- 1963年 - 徳島家政短期大学を四国女子短期大学と改称。
- 1966年 - 四国女子大学、四国女子短期大学附属幼稚園を設立。
- 1969年 - 四国女子短期大学附属保育所を設立。
- 1973年 - 四国女子短期大学附属幼稚園が四国女子大学附属幼稚園となる。
- 1978年 - 四国女子短期大学を四国女子大学短期大学部と改称。
- 1992年 - 四国女子大学を四国大学と改称。

## 学園
| 学校名                   | 創立   | 備考                                                                         |
| ------------------------ | ------ | ---------------------------------------------------------------------------- |
| 四国大学                 | 1925年 | 旧名は徳島洋服学校、徳島家政短期大学、四国女子大学                           |
| 四国大学附属認定こども園 | 1975年 | 旧名は四国女子短期大学附属幼稚園、四国女子大学附属幼稚園、四国大学付属幼稚園 |
| 四国大学附属保育所       | 1969年 | 旧名は四国女子短期大学附属保育所、四国女子大学附属保育所                     |

## 歴代理事長
| 代   | 氏名     | 就任年 | 退任年 | 備考                                     |
| ---- | -------- | ------ | ------ | ---------------------------------------- |
| 初代 | 佐藤カツ | 1925年 | 1969年 | 学園創設者                               |
| 2    | 佐藤久子 | 1969年 | 2002年 | 教育学者、藍綬褒章受章、勲三等宝冠章受章 |
| 3    | 佐藤一郎 | 2002年 | (現職) | 工学者                                   |